# Wody lecznicze
Woda lecznicza – woda podziemna, która pod względem chemicznym i mikrobiologicznym nie jest zanieczyszczona, cechuje się naturalną zmiennością cech fizycznych i chemicznych, o zawartości:
- rozpuszczonych składników mineralnych stałych – nie mniej niż 1000 mg/dm3 lub
- jonu żelazawego (Fe2+) – nie mniej niż 10 mg/dm3 (wody żelaziste), lub
- jonu fluorkowego – nie mniej niż 2 mg/dm3 (wody fluorkowe), lub
- jonu jodkowego – nie mniej niż 1 mg/dm3 (wody jodkowe), lub
- siarki dwuwartościowej – nie mniej niż 1 mg/dm3 (wody siarczkowe), lub
- kwasu metakrzemowego – nie mniej niż 70 mg/dm3 (wody krzemowe), lub
- radonu – nie mniej niż 74 Bq/dm3 (wody radonowe), lub
- dwutlenku węgla niezwiązanego – nie mniej niż 250 mg/dm3, z tym że od 250 do 1000 mg/dm3 to wody kwasowęglowe, a powyżej 1000 mg/dm3 to szczawa.

## Zmiany od roku 2012
Zakresy przedziałów wartości obowiązujące od roku 2012 pokrywają się z poprzednią regulacją, tj. obowiązującego do 31.12.2011 r. Prawa geologicznego i górniczego z 1994 r. z wyjątkiem wód kwasowęglowych, dla której przedział zawartości dwutlenku węgla niezwiązanego wynosi obecnie od 250 do 1000 mg/dm3, natomiast na wcześniej przedział ten wynosił od 250 do 999 mg/dm3. Wraz ze zmianą przytoczonych przedziałów wód kwasowęglowych, zmieniła się również dolna granica zawartości CO2 niezwiązanego w przypadku szczaw, która wynosi obecnie powyżej 1000 mg/dm3, zaś w poprzednio obowiązujących przepisach granica ta zaczynała się wartością 1000 mg/dm3.
Wody lecznicze są uznane za kopalinę.